# Rémi sans famille
Pour les articles homonymes, voir Rémi, Sans famille (homonymie) et Rémi sans famille (film).
Rémi sans famille (家なき子, Ie naki ko, Nobody's Boy Remi) est un dessin animé japonais en 51 épisodes de 24 minutes, produit par TMS et diffusé du 2 octobre 1977 au 1er octobre 1978 sur Nippon TV. C'est l'adaptation du roman Sans famille d'Hector Malot, publié en 1878.
En France, la série est d'abord diffusée sous le titre Rémi à partir du 17 février 1982 dans l’émission Mer-cre-dis-moi-tout sur TF1. Rediffusion en juillet et août 1986 dans Croque Vacances et à partir du 28 mars 1989 sur La Cinq dans Youpi! L'école est finie. Diffusion de mi-janvier à fin mars 1997 sur France 3 dans l'émission Les Minikeums,  puis du 4 décembre 2003 au 12 février 2004 sur France 5 dans Midi les Zouzous et du 3 janvier 2004 au 
22 février 2004 dans Bonsoir les Zouzous du 18 novembre 2008 sur Gulli, puis sur la chaîne Mangas à partir du 16 septembre 2024.
Au Québec, la série est diffusée sous le titre Rémi à partir du 17 septembre 1983 à la Télévision de Radio-Canada.
Depuis le 3 décembre 2015, la série est diffusée en version remastérisée sur YouTube, sur la chaîne « Anime! on TMS Official Channel ».

## Synopsis
Rémi, un jeune garçon de huit ans, vit en France à Chavanon dans le Massif central. Il aide sa mère madame Barberin aux travaux de la ferme. Il ne connaît pas son père Jérôme car celui-ci vit au loin à Paris. Rien ne laisse présager le terrible événement qui va survenir.
Jérôme Barberin est victime d’un accident à Paris. Il intente sans succès un procès à son employeur puis rentre à Chavanon. Rémi apprend alors qu'il est en fait un enfant trouvé et que Jérôme aurait voulu qu'il soit placé en orphelinat.
Rejeté par son père, celui-ci prétextant qu'ils n'ont pas d'argent pour l'élever, Rémi est finalement vendu par Jérôme Barberin pour quarante francs — sans que sa mère madame Barberin le sache — à un artiste de rue du nom de Vitalis. C'est ainsi que Rémi commence ses aventures en suivant la troupe de Vitalis sur les routes de France en compagnie du singe Joli-cœur et des chiens Capi, Zerbino et Dolce.
Après un très long voyage et de nombreuses péripéties, Rémi retrouve sa mère biologique qui se révèle être madame Milligan, une dame de bonne famille appartenant à une riche famille anglaise.

## Fiche technique
- Scénario : Kōji Itō, Tsunehisa Itō et Tadashi Yamazaki[2]
- Production : Tokyo Movie Shinsha / Madhouse
- Réalisation : Osamu Dezaki
- Diffusion originale : Nippon TV, 2 octobre 1977 – 1er octobre 1978
- Générique français interprété par Cyrille Dupont
- Nombres d'épisodes : 51

## Voix françaises
- Fabrice Josso : Rémi
- André Valmy : Vitalis
- Jackie Berger : Arthur, Mattia
- Martine Messager : madame Milligan
- Nicole Favart : madame Barberin
- Michel Beaune : Jérôme Barberin
- Monique Thierry : madame Driscoll
- William Sabatier : monsieur Driscoll
- Michel Paulin : monsieur Acquin
- Catherine Lafond : Lise Acquin
- Thierry Bourdon : Alexis Acquin
- Martine Reigner : Étiennette Acquin
- François Leccia : Jean le Corbeau, Bob
- Séverine Morisot : Grace, Mylène, Cécile
- Joël Martineau : Paul
- Gilles Tamiz : David Driscoll
- Philippe Dumat : l'oncle de Lise, Alexis, Benjamin et Étiennette Acquin
- Jean Topart : le narrateur
- Claire Guedj : rôle inconnu

## Liste des épisodes
1. Un garçon de Chavanon, petit village de France
2. Un enfant du destin
3. Le voyage commence
4. En avant !
5. Premier Succès
6. Classes de plein air
7. Le Plaisir de la musique
8. Perdu
9. Sa première amie Grace
10. Un incident inattendu
11. Le Jugement de Vitalis
12. Le Petit Chef
13. Le « Cygne »
14. La Troupe du « Cygne »
15. Un joyeux voyage
16. Deux mères
17. Adieu au « Cygne »
18. Ne regardez pas en arrière
19. Dans la tempête de neige
20. Les Loups
21. Naissance d'une nouvelle vie
22. Joli Cœur
23. Un maître admirable
24. Une nouvelle amitié
25. Maître Garofoli
26. Adieu mon fils
27. Le Passé de Vitalis
28. La Jolie Lise
29. Dans les serres
30. Nous n'oublions jamais
31. Merci Mattia
32. Une idée merveilleuse
33. Un nouveau compagnon
34. L'Explosion
35. Le Sauvetage
36. Le musicien génial
37. Un cadeau
38. La Crêpe
39. À Paris
40. Rémi est-il anglais ?
41. Les Vrais Parents de Rémi
42. Qui sont les Driscoll ?
43. Les Insignes Milligan
44. La Mère et l'Enfant
45. Un autre incident inattendu
46. Désespoir
47. Le Grand Saut
48. Sous l'orage
49. Deux mères
50. Le Miracle
51. Un nouveau commencement

## Lieux visités en France
Lors de son interminable périple sur les routes de France, Rémi traverse divers lieux connus :
- Ussel
- Aurillac
- Bordeaux
- Avignon
- Pau
- Le canal du Midi
- Montélimar
- Lyon
- Carcassonne
- Sète
- Arles
- Orange
- Paris
- Reignier
- Toulouse

## Différences avec le roman
Comme souvent dans les adaptations d’œuvres écrites, un certain nombre de modifications a été effectué sur le déroulement de l’histoire du roman Sans famille d'Hector Malot, dont voici une liste non exhaustive.
- En route vers Ussel, Vitalis et Rémi logent dans un moulin (épisode 4), contrairement au roman, où on les héberge dans une grange (ch. V)
- Rémi se perd à Bordeaux, mais pas dans le roman (épisode 8)
- Rémi fait la connaissance de Grace seulement dans la série (épisode 9)
- Arthur fait un malaise seulement dans la série, ce qui permet d’ajouter quelques péripéties (épisode 16)
- Ajout dans la série de Cécile et l’épisode de la vache (épisode 21)
- Joli-Cœur meurt en plein spectacle au lieu de mourir à l’hôtel (épisode 22)
- Rémi reste beaucoup moins longtemps chez la famille Acquin que dans le livre (épisodes 28 et 29)
- Rémi fait la connaissance de Mattia en ville et mendie avec lui, mais pas dans le roman (épisode 24)
- Rémi et Mattia rencontrent un cirque et reçoivent un petit singe (épisode 33)
- Les compagnons d’infortune sont moins nombreux à rester bloqués dans la mine que dans le roman (épisode 34)
- L’inondation à la mine provoque des explosions seulement dans la série (épisode 35)
- Rémi et Mattia font escale à Aurières au lieu de Mende (épisode 36)
- Mattia reste tout d’abord chez le professeur de musique alors qu’il ne quitte pas Rémi dans le roman (épisode 36)
- Rémi rencontre mère Barberin au bourg de Chavanon et non dans sa maison (épisode 38)
- Rémi retrouve Jérôme Barberin à Paris alors que celui-ci est déjà mort dans le roman (épisode 40)
- Tous les événements en lien avec les Driscol et la suite de l’histoire sont fortement modifiés : dans le roman, Rémi croit que les Driscol sont ses vrais parents presque jusqu’à la fin de son voyage; ainsi, il tolère par devoir filial la vie malhonnête de sa famille, alors que dans la série il est pris en otage par sa famille adoptive, et c'est pendant ces événements qu'il apprend déjà que sa mère est Madame Milligan.
- James Milligan est mort avant que Rémi n'apprenne son existence dans la série alors qu'il est encore vivant dans le roman.
- Dans la série, c’est Benjamin Acquin qui leur apprend que Lise est avec Madame Milligan ; dans le roman, ils apprennent cela chez les gens qui se sont installés dans la maison de l’oncle de Lise, sans qu'ils ne sachent où elle est allée : ils doivent continuer de remonter les cours d’eau jusqu’en Suisse (épisode 49)
- Madame Milligan se rend à Chavanon dans la série, mais pas dans le roman, où elle se rend directement en Suisse. Elle n’apprendra l’identité de son fils que juste avant la confrontation finale. (épisode 49)
- Dans la série, ils rencontrent Madame Milligan et Lise dans la forêt, alors que dans le roman, ils cherchent partout jusqu’à trouver la villa. (épisode 50)
- Rémi et Mattia repartent ensemble sur la route dans la série, tandis que dans le livre, chacun suit sa destinée propre, et l’on assiste à ce qu’ils sont devenus une fois adultes lors d’un grand rassemblement final. (épisode 51)
- Mattia s'est enfui de chez Garofoli, et le sort de Garofoli est inconnu dans la suite de l'histoire. Dans le roman, Garofoli est emprisonné pour avoir battu un enfant à mort.

## Analyse
Fidèle à l’œuvre d’Hector Malot, Rémi sans famille est un dessin animé décrivant une histoire forte et poignante, mais qui met également en scène des séquences difficiles pour une audience enfantine, et diffère des productions habituellement destinées à la jeunesse, même pour la période des années 1980.
Bien qu'elle véhicule un message positif (importance de l’amitié, des bonnes actions, d’avoir de l’éducation, une famille, du travail, optimisme, entraide et solidarité, protection des animaux, sacrifice de soi), la série est en effet triste, montrant un petit garçon, Rémi, plutôt seul et qui va subir des malheurs les uns après les autres tout au long de son voyage (misère sociale, pauvreté, égoïsme, tristesse, maladie, deuil, environnement parfois violent, personnages agressifs, autorité injuste, morts poignantes, frustration, cauchemars), évoquant parfois le picaresque. Il faudra attendre les trois derniers épisodes pour voir son sort s’améliorer et, ainsi, compenser toutes les souffrances qu'il aura vécues dans la série. Cependant, les malheurs que subit Rémi ne lui arrivent pas sans raison et, à chaque fois, il se relève et devient plus fort après avoir triomphé de ces épreuves.

## Incohérences
Les auteurs japonais ont pris quelques libertés avec la réalité de la France, tant au niveau historique que géographique.
Par exemple, dans leur remontée sur Paris, une violente tempête arrête Maître Vitalis et Rémi. Ils se réfugient dans une improbable montagne, aux environs de Troyes. Or, il n'y a que des étendues de plaines et de champs près de cette ville, qui se situe au sud de la Champagne.
Lors de la traversée de Saint-Émilion, Vitalis déclare que la ville est inhabitée depuis longtemps et que tous ses habitants ont déserté la cité. Or, Saint-Émilion a une population variant entre 1 800 et 3 500 citoyens entre 1793 et nos jours.
À l'époque où se tient l'histoire, Rémi consulte régulièrement une carte géographique pour se déplacer en France. Pour ce faire, les dessinateurs ont inséré des vues d'une carte Michelin, mais celle-ci est beaucoup trop récente car elle indique des autoroutes modernes, alors qu'à l'époque de son voyage les voies rapides de ce genre n'existaient pas encore. Les cartes à disposition à cette époque étaient bien plus rudimentaires.
Dans le dernier épisode, Rémi est enfin réuni à sa vraie mère, Mme Milligan et à son frère Arthur ; la scène se passe à Genève (dans le Canton de Genève). Or, on voit furtivement une image du Cervin, une montagne des Alpes qui se trouve en réalité à 150 km plus à l’Est de la Suisse, à cheval sur la frontière italienne entre le canton du Valais et la Vallée d'Aoste.

## Éditions vidéo
En France, la série intégrale (51 épisodes) sort d'abord en 2003 en DVD chez l'éditeur Déclic Images, sous la forme de deux coffrets de cinq disques chacun, en version française,.
En 2015, l'éditeur franco-britannique Anime Limited ressort sous son label @Anime la série en deux coffrets séparés : un coffret en 8 DVD et un autre en 5 Blu-Ray (ce dernier est accompagné d'un livret de 20 pages). Cette édition bénéficie d'un nouveau master HD (en HD sur les BD, en SD sur les DVD) effectué par le studio japonais. La version japonaise originale est présente.
En 2019, l'éditeur français Black Box annonce l’acquisition des droits de la série pour une nouvelle édition en Blu-ray.